# Alpine Northeast
Alpine Northeast es un Lugar designado por el censo situado en el Lincoln en el estado estadounidense de Wyoming. La población era 82 habitantes en el censo de 2000.

## Geografía
Alpine Northeast se encuentra a 43°10′41″N 111°00′59″O / 43.17806, -111.01639. Según el United States Census Bureau, el CDP tiene un área total de 5,1 millas cuadradas (13,1 km²), todos los terrenos. 

## Demografía
Según el censo del 2000, había 82 personas, 39 hogares y 23 familias que residían en el CDP. La densidad de población fue de 6.3/km². La composición racial del CDP era:
- 90.24% Blancos
- 2.44% Nativos americanos
- 1,22% Asiáticos
- 6.10% De dos o más razas.

Había 39 hogares de los cuales un 12,8% tenían niños menores de 18 años que vivían con ellos, el 51,3% eran parejas casadas que vivían juntas, un 5.1% tenían un cabeza de familia femenino sin presencia del marido y el 38.5% eran no-familias. El 2.6% tenían a alguna persona anciana de 65 años de edad o más. 
En el CDP la separación poblacional era con un 14.6% menores de 18 años, el 3,7% de 18 a 24, un 35.4% de 25 a 44, el 37.8% de 45 a 64, y el 8,5% tenía 65 años de edad o más. La edad media fue de 42 años. Por cada 100 hembras había 86.4 varones. Por cada 100 mujeres mayores de 18 años, había 100.0 varones. 
La renta mediana para una casa en el CDP era de $ 42.917, y la renta mediana para una familia era $ 40.536. Los varones tenían una renta mediana de $ 21.250 contra los $ 0 para las mujeres. El ingreso per cápita para el CDP era de $ 19.712. El 39,0% de la población vivía por debajo del umbral de pobreza, incluyendo 47.4% de los menores de 18 años.

## Educación
La educación pública en la comunidad de Alpine Northeast está proporcionada por la Escuela del Distrito del Condado de Lincoln #2